# Bewsiella
Bewsiella es un género de ácaros perteneciente a la familia  Laelapidae.

## Especies
- Bewsiella aelleni (Till, 1958)
- Bewsiella cloeotis Uchikawa, 1993
- Bewsiella coelopos Uchikawa, 1993
- Bewsiella emballonuris Uchikawa, 1993
- Bewsiella fledermaus Domrow, 1958
- Bewsiella haradai Uchikawa, 1993
- Bewsiella nycteris Uchikawa, 1993